# 末代皇帝传奇
《末代皇帝传奇》，一部清末民初电视剧，講述溥仪的传奇一生，於2013年10月开机，同年12月杀青。於2014年11月14日在武汉二套文艺频道晚上“钻石剧场”全国独家首播。2015年4月13日登陆安徽卫视海豚第一剧场。

## 播放平台
| 頻道         | 所在地 | 播映日期       | 播出時間                   | 備註 |
| 武汉文艺频道 | 中国   | 2014年11月14日 | 待定                       |      |
| 安徽卫视     | 中国   | 2015年4月13日  | 每晚19：30两集连播         |      |
| CHING        |        | 2015年2月27日  | 每天01:00/07:40/15:20 兩集 |      |
| NOW26        | 泰國   | 2015年7月29日  | 週一-週四19:45-20:45       |      |

## 劇情
清王朝兴繁衰弱近300年，它是封建王朝时代的最后一个朝代；500多位显赫帝王中，他是最后一个皇帝，夹杂在风起云涌的政治斗争中无能为力，挣扎在复辟大清却反为傀儡的无奈中。他的命运与封建王朝转向新中国的崛起交织纠结，更是中国两代朝政更替的缩影。命运跌宕中，他的身边出现性格各异的红颜知己，却大多随着时代的洪流而颠沛流离。本剧讲述了中国最后一位皇帝——溥仪传奇而又跌宕起伏的一生，从皇帝到元首，从战犯到新公民，历经紫禁城最后的荣耀，天津寓公北上成“满洲国皇帝”，日本战败被俘至苏联一禁就是5年，而万万没曾想到被中国共产党作为战犯引渡回国后还能获得最高特赦。他人生中最光明和有希望的日子来了，以一名普通公民的身份参加工作和选举，最终沐浴在新时代的曙光中，带着对新生活的不舍病逝。

## 演员
| 演员                                         | 角色       | 介紹                                                           |
| 赵文瑄（中年） 余少群（青年） 陈鸿锦（少年） | 溥仪       | 宣统、大同、康德，中国末代皇帝，满洲国皇帝，中华人民共和国公民 |
| 蒋林静                                       | 婉容       | 溥仪之結髮妻子，皇后                                           |
| 高昊                                         | 瑞贝勒     | 溥儀表哥                                                       |
| 孫耀琦                                       | 德宁格格   | 大清格格，溥仪的表姐，也是溥仪的外语老师                       |
| 单薇                                         | 川岛芳子   | 大清格格，替日本长期做间谍                                     |
| 惠英红                                       | 隆裕太后   | 光绪帝皇后，溥仪养母                                           |
| 郑则仕                                       | 袁世凯     | 大清内阁总理大臣，民国总统                                     |
| 许绍雄                                       | 善耆       | 肃亲王，川岛芳子生父                                           |
| 魏宗万                                       | 陈宝琛     |                                                                |
| 胡高峰                                       | 土肥原贤二 | 日本政客                                                       |
| 张春                                         | 吉冈安直   | 满洲国时期日本关东军高参                                       |
| 章婷婷                                       | 文绣       | 溥仪之妃，封號為淑妃                                           |
| 袁冰妍                                       | 谭玉龄     | 溥仪之妃，封號為祥貴人                                         |
| 何花                                         | 李玉琴     | 溥仪之妃，封號為福貴人                                         |
| 覃文静                                       | 李淑贤     | 溥仪第二任妻子                                                 |
| 李立                                         | 李玉       | 皇宫侍卫, 皇后的心仪对象                                       |
| 尹俊                                         | 蒋玉涵     | 京剧演员，溥仪结拜三弟                                         |
| 杨洪武                                       | 载沣       | 醇親王，溥仪之父                                               |
| 夏海涛                                       | 溥杰       | 溥仪之弟                                                       |
| 王乙诺                                       | 张小秀     |                                                                |
| 赵思                                         | 黄小仙     | 瑞贝勒侧福晋                                                   |
| 卢金聪                                       | 百顺       |                                                                |
| 吴有熙                                       | 连升       |                                                                |
| 盖美                                         | 郑孝胥     | 内务大臣                                                       |
| 陈玥                                         | 毓嵒       | 溥仪之侄                                                       |
| 让西姆                                       | 庄士敦     |                                                                |
| 归亚蕾                                       | 慈禧太后   | 客串第一集                                                     |
| 郑国霖                                       | 光绪帝     | 客串第一集                                                     |

## 电视原声
| 曲序 | 曲目                 |              | 作曲   | 演唱者 |
| ---- | -------------------- | ------------ | ------ | ------ |
| 1.   | 日落皇城根（片頭曲） | 趙銳勇、榮程 | 姚傑軍 | 王伍偉 |
| 2.   | 未知（片尾曲）       | 章婭萍       | 姚傑軍 | 冰淇   |

## 电视剧的变迁
| 中国 安徽卫视 海豚第一剧场 每晚19：30两集连播 | 中国 安徽卫视 海豚第一剧场 每晚19：30两集连播 | 中国 安徽卫视 海豚第一剧场 每晚19：30两集连播 |
| --------------------------------------------- | --------------------------------------------- | --------------------------------------------- |
|                                               | 末代皇帝传奇 （2015年4月13日－2015年）        |                                               |
| 麻雀春天 （2015年3月27日－2015年4月12日）     | 冬暖花会开                                    |                                               |